# Odon Bezerra Cavalcanti
Odon Bezerra Cavalcanti (Bananeiras, 20 de maio de 1901 — João Pessoa, 12 de agosto de 1949) foi um político brasileiro. Exerceu os cargos de prefeito de Bananeiras, deputado estadual,  deputado federal e governador da Paraíba (13/2/1946—20/9/1946).
Faleceu em João Pessoa em 12 de agosto de 1949, exercendo seu mandato de deputado estadual.

## Biografia
Filho de um grande proprietário rural e pecuarista, Leopoldo Bezerra Cavalcanti, e de Júlia Gabino Bezerra Cavalcanti, iniciou seus estudos em sua cidade de origem, mudando-se após um tempo para a cidade de Paraíba. Na capital, frequentou o Colégio Diocesano Pio X e oLiceu Paraibano.
Odon Bezerra Cavalcanti era casado com Aline Cunha Bezerra Cavalcanti, tendo apenas um filho Gabriel Bezerra Cavalcanti e duas filhas Marilza Mesquita Bezerra Cavalcanti e Thereza Helena Madruga Bezerra Cavalcanti.

## Formação profissional
Em 1919, iniciou seu trabalho como inspetor federal de estradas, além de se matricular na Faculdade de Direito do Recife.
Sua carreira militar iniciou-se em 1922 na escola de Realengo no Rio de Janeiro, até então capital do Brasil. Por conta de seus ideias revolucionários, foi expulso em 1924, mas, não desligou-se das amizades, que o levou a ser um dos lideres da Revolução de 1930 na Paraíba.
Durante dois anos (março de 1922 a março de 1924), cursou a Escola Militar do Realengo, sendo expulso por suspeita de estar envolvido com conspirações tenentistas contra o presidente Artur Bernardes.
Conseguiu se formar em novembro do ano de 1924 pela Faculdade de Direito do Rio de Janeiro.

## Carreira política
De volta à Paraíba, foi eleito prefeito de Bananeiras, mantendo-se no cargo de abril de 1928 a fevereiro de 1929, quando juntou-se à Aliança Liberal. Após o assassinato de João Pessoa, participou da conspiração liderada pela Aliança Liberal contra o presidente Washington Luís (1926-1930). Junto de tenentes e ex-colegas da Faculdade de Direito e da Escola Militar, Odon foi elemento de ligação do Nordeste com o Sul. Na Paraíba, ficou responsável por fazer a comunicação entre batalhões federais no interior.
Em 4 de outubro de 1930, momento da revolução na Paraíba, Odon foi encarregado ao posto de capitão, participando da tomada do 22º Batalhão de Caçadores. Em 13 de outubro, tomou posse de seu cargo de secretário de Segurança. Com a anistia permitida pelo governo provisório de Vargas, teve oportunidade de voltar para a carreira militar, porém recusou-se. Em 13 de fevereiro de 1931, saiu da Secretaria de Segurança, sendo nomeado secretário do Interior, Justiça e Instrução Pública.
Durante a Revolução Constitucionalista de 1932 na cidade de São Paulo, Odon comandou um batalhão da polícia da Paraíba contra os insurgentes. Levou a esposa a Sra. Aline Cunha Bezerra Cavalcanti alistada como enfermeira para o front.  Como forma de agradecimento, o governo federal o nomeou como tenente-coronel honorário da Polícia Militar.
Em maio de 1933, foi eleito pelo Partido Progressista da Paraíba como deputado à Assembleia Nacional Constituinte. Em outubro do ano seguinte foi eleito deputado federal para a legislatura ordinária que seria iniciada em maio de 1935.
Com o Estado Novo fragmentado em 1945, ajudou a organizar o Partido Social Democrático, apoiando o candidato à presidência Eurico Gaspar Dutra. Com a vitória do candidato no ano seguinte, Odon Cavalcanti foi nomeado interventor federal na Paraíba. Para combater a crise financeira que assolava o estado da Paraíba, pediu empréstimo à Caixa Econômica Federal, restaurando serviços de água e eletricidade, construindo prédios públicos, criando o crédito agrícola e restaurando a açudagem.Criou o Departamento Estadual de Estradas de Rodagem o DER.
Em 1947, elegeu-se, pelo PSD, deputado à Assembleia Constituinte da Paraíba, conseguindo assumir o mandato no mês de março. Liderou os trabalhos legislativos do partido, integrando a comissão encarregada de organizar o projeto da nova Carta da Paraíba. Integrou a Comissão de Constituição, Legislação e Justiça, tornando-se presidente da mesma